# المپیک زمستانی ۱۹۸۸
بازی‌های المپیک زمستانی ۱۹۸۸ (به انگلیسی: XV Olympic Winter Games) در شهر کلگری، کانادا از ۱۳ تا ۲۸ فوریه ۱۹۸۸ برگزار شد.
در این دوره از بازی‌ها شوروی با ۱۱ طلا، ۹ نقره و ۹ برنز مقام اول این رقابت‌ها را به دست آورد. آلمان شرقی با ۹ طلا، ۱۰ نقره و ۶ برنز مقام دوم را کسب کرد و تیم سوئیس با ۵ طلا، ۵ نقره و ۵ برنز به مقام سوم رسید. تیم ایران نیز در این دوره از بازی‌ها شرکت نکرده است.

## ورزش‌ها
|
- اسکی آلپاین (۱۰) (جزئیات)
- ورزش دوگانه (۳) (جزئیات)
- بابسلد (۲) (جزئیات)
- اسکی صحرانوردی (۸) (جزئیات)
- اسکیت نمایشی (۴) (جزئیات)
- هاکی روی یخ (۱) (جزئیات)
- لژسواری (۳) (جزئیات)
- نوردیک ترکیبی (۲) (جزئیات)
- اسکی پرش (۳) (جزئیات)
- اسکیت سرعت (۱۰) (جزئیات)

## کشورهای شرکت‌کننده
- آندورا (۴)
- آرژانتین (۱۶)
- استرالیا (۲۴)
- اتریش (۸۱)
- بلژیک (۴)
- بولیوی (۷)
- بلغارستان (۳۱)
- کانادا (113) (host)
- شیلی (۶)
- چین (۲۰)
- کاستاریکا (۲)
- قبرس (۳)
- چکسلواکی (۵۹)
- دانمارک (۱)
- فیجی (۱)
- فنلاند (۵۳)
- فرانسه (۶۸)
- آلمان شرقی (۵۳)
- آلمان غربی (۹۰)
- بریتانیای کبیر (۴۷)
- یونان (۷)
- گوآم (۱)
- گواتمالا (۷)
- مجارستان (۶)
- ایسلند (۳)
- هند (۳)
- ایتالیا (۵۸)
- جامائیکا (۴)
- ژاپن (۴۸)
- کره شمالی (۶)
- کره جنوبی (۳۳)
- لبنان (۴)
- لیختن‌اشتاین (۱۳)
- لوکزامبورگ (۱)
- مکزیک (۱۲)
- موناکو (۴)
- مغولستان (۳)
- مراکش (۳)
- هلند (۲۳)
- آنتیل هلند (۳)
- نیوزیلند (۱۱)
- نروژ (۸۰)
- فیلیپین (۱)
- لهستان (۳۳)
- پرتغال (۵)
- پورتوریکو (۱۰)
- رومانی (۱۴)
- سان مارینو (۵)
- اتحاد شوروی (۱۰۲)
- اسپانیا (۱۳)
- سوئد (۶۷)
- سوئیس (۷۰)
- چین تایپه (۱۳)
- ترکیه (۸)
- ایالات متحده آمریکا (۱۱۸)
- جزایر ویرجین (۸)
- یوگسلاوی (۲۲)

## جدول مدال‌ها
*   کشور میزبان (کانادا)
| رتبه            | کشور                | طلا | نقره | برنز | مجموع |
| --------------- | ------------------- | --- | ---- | ---- | ----- |
| ۱               | اتحاد شوروی         | ۱۱  | ۹    | ۹    | ۲۹    |
| ۲               | آلمان شرقی          | ۹   | ۱۰   | ۶    | ۲۵    |
| ۳               | سوئیس               | ۵   | ۵    | ۵    | ۱۵    |
| ۴               | فنلاند              | ۴   | ۱    | ۲    | ۷     |
| ۵               | سوئد                | ۴   | ۰    | ۲    | ۶     |
| ۶               | اتریش               | ۳   | ۵    | ۲    | ۱۰    |
| ۷               | هلند                | ۳   | ۲    | ۲    | ۷     |
| ۸               | آلمان غربی          | ۲   | ۴    | ۲    | ۸     |
| ۹               | ایالات متحده آمریکا | ۲   | ۱    | ۳    | ۶     |
| ۱۰              | ایتالیا             | ۲   | ۱    | ۲    | ۵     |
| ۱۱              | فرانسه              | ۱   | ۰    | ۱    | ۲     |
| ۱۲              | نروژ                | ۰   | ۳    | ۲    | ۵     |
| ۱۳              | کانادا*             | ۰   | ۲    | ۳    | ۵     |
| ۱۴              | یوگسلاوی            | ۰   | ۲    | ۱    | ۳     |
| ۱۵              | چکسلواکی            | ۰   | ۱    | ۲    | ۳     |
| ۱۶              | لیختن‌اشتاین         | ۰   | ۰    | ۱    | ۱     |
| ۱۶              | ژاپن                | ۰   | ۰    | ۱    | ۱     |
| مجموع (۱۷ کشور) | مجموع (۱۷ کشور)     | ۴۶  | ۴۶   | ۴۶   | ۱۳۸   |